# Losowanie bez zwracania
Losowanie bez zwracania – rodzaj wielokrotnego losowania, w którym wylosowane jednostki nie trafiają z powrotem do puli. 
Przykładem losowania bez zwracania jest losowanie po kolei kilku kul z urny, przy czym wylosowanych już kul nie wrzucamy do niej z powrotem (nie mają one szansy być powtórnie wylosowanymi). Losowanie bez zwracania jest nazywane prostym indywidualnym losowaniem zależnym. 